# Grandes y San Martín
Grandes y San Martín település Spanyolországban, Ávila tartományban.  Lakosainak száma 32 fő (2024).

## Népesség
A település népessége az utóbbi években az alábbiak szerint változott:
| Lakosok száma | 51   | 45   | 46   | 41   | 32   | 31   | 28   | 27   | 26   | 32   |
|               | 2001 | 2004 | 2006 | 2009 | 2011 | 2014 | 2016 | 2019 | 2021 | 2024 |